# Eisentoxizität
Eisentoxizität bezeichnet in der Botanik eine Belastung von Pflanzen durch eine übermäßige Aufnahme von Eisenverbindungen aufgrund einer hohen Konzentration im Boden.
Eisen ist ein essentielles Spurenelement in pflanzlichen Organismen. Es beeinflusst die Photosynthese sowie die Bildung von Chlorophyll und Kohlenhydraten. Liegt Eisen jedoch im Boden in hoher Konzentration vor, in einer für Pflanzen resorbierbaren löslichen Form, so kann die Eisenüberladung zur Schädigung der Pflanze führen. Eisentoxizität äußert sich durch Braun-, Bronze- bis Gelbverfärbung der älteren Blätter, beginnend an den Spitzen der Blattoberflächen.

## Ursachen
In Böden liegt Eisen bei normalen pH-Werten als Eisen(III)-hydroxid Fe(OH)3 vor. Unter anaeroben Bedingungen, also bei geringem Sauerstoffgehalt des Bodens, zum Beispiel durch Bodenverdichtung oder durch emerse Bedingungen, wird Eisen(III) (Fe3+) zu Eisen(II) (Fe2+) reduziert. Dadurch wird das Eisen in eine lösliche, für die Pflanze verfügbare Form gebracht.
{\displaystyle \mathrm {Fe(OH)_{3}+3\ H^{+}+e^{-}\longrightarrow Fe^{2+}+3\ H_{2}O} }

Innerhalb der Pflanzenzelle löst eine erhöhte Anreicherung von Fe2+ gemäß der Fenton-Reaktion die Bildung reaktiver Hydroxylradikale aus.
{\displaystyle \mathrm {Fe^{2+}+H_{2}O_{2}\longrightarrow Fe^{3+}+\cdot OH+OH^{-}} } (Fenton-Reaktion)

Diese reaktive Sauerstoffspezies führen in der Zelle zu oxidativem Stress und zu einer Schädigung der zellulären und extrazellulären Makromoleküle. Eisentoxizität ist besonders in Reisanbaugebieten bekannt. Pflanzen, die an aquatische Standorte angepasst sind, haben Schutzsysteme entwickelt, die eine Oxidation von Eisen ermöglichen, um dadurch Eisentoxizität zu vermeiden.

## Anwendung
Pflanzen ohne Abschlussgewebe, wie Moose und Flechten, reagieren besonders empfindlich auf erhöhte Eisen(II)-konzentration. Daher werden Fe2+-haltige Herbizide zur Abtötung dieser Pflanzen angewandt.